# Équipe du Mozambique féminine de handball
Dernière mise à jour : 13 mars 2021.
L'équipe du Mozambique féminine de handball est la sélection nationale représentant le Mozambique dans les compétitions internationales de handball féminin.

## Parcours
Championnats d'Afrique des nations
- 1996 – 6e
- 1998 – 5e